# Massazza
Massazza är en ort och kommun i provinsen Biella i regionen Piemonte i Italien. Kommunen hade 557 invånare (2018).